# 李瑞麟 (乾隆進士)
李瑞麟（?—?），建昌人，清朝政治人物。进士出身。
乾隆二十二年（1757年）丁丑科進士。乾隆三十七年（1772年），擔任清朝廣州府南海縣知縣。后由常德接任。